# Płyta Futuna

Płyta australijska zaznaczona kolorem pomarańczowym

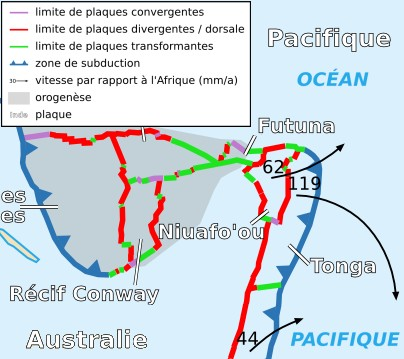
Płyta Futuna

Płyta Futuna − mała płyta tektoniczna (mikropłyta), położona w zachodniej części Oceanu Spokojnego, uznawana za część większej płyty australijskiej.
Płyta Futuna od zachodu i północy graniczy z płytą pacyficzną, od wschodu z płytą Niuafo'ou i od południa z płytą australijską.